# بوينغ طائرة الأعمال
بوينغ بيزنس جت (بالإنجليزية: Boeing Business Jet) هي نفاثة أعمال أنتجت في 1998 بالولايات المتحدة. من صناعة بوينغ لصناعة الطائرات التجارية. كان أول طيران لها في سبتمبر 4, 1998. دخلت الخدمة في 1999، ومازالت في الخدمة حتى الآن. صنع منها 189 طائرة، وسعر الطائرة الواحدة منها هو 47–310 مليون دولار as of 2009.
سلسلة جيت بوينغ لرجال الأعمال هي طرزات لطائرات ركاب نفاثة من صناعة بوينغ حولت لتكون نفاثة أعمال، كانت البداية مع 737 سلسلة طائرات بوينغ 737. والتي تتسع عادة بين 25 و 50 راكبا في الطائرات ذات التكوين الفاخرة. والتي يمكن أن تتشمل على غرفة نوم رئيسية، وحمام مع أمكانية الاستحمام، ومنطقة للأجتماعات وتناول الطعام، وغرفة معيشة. وبوينغ بيزنس جت هي شراكة بنسبة 50/50 بين بوينغ للطائرات التجارية وجنرال الكتريك.
أحدث الإصدارات من BBJs تشمل تكوينات مبنية على أساس بوينغ 777 ، بوينغ 787 وبوينغ 747-8 انتركونتننتال.

## وصلات خارجية
- الموقع الرسمي.
- الموقع الرسمي (الموقع القديم.
- 787 and 747-8 BBJs announced